# 八斗站
八斗站是位于广西壮族自治区三江侗族自治县八江乡的一个铁路车站，邮政编码545506。车站建于1979年，有焦柳铁路经过该站，现仅办理专用线、专用铁路货运业务，不办理客运业务。车站距离月山站1411公里，隶属中国铁路南宁局集团，是四等站。
由于本站至焦柳铁路牙屯堡站区间线路坡度较大，所有货运列车在该两站之间需加挂补机。南宁局集团柳州机务段运用二车间在该站附近设有八斗补机段。站内另驻有柳州电务段八斗信号工区。

## 事件
2005年4月24日凌晨，在张家界开往南宁2011次列车13号卧铺车厢的胡家津在上厕所时车厢地面突然塌陷，胡整个人掉落铁轨。胡后被八斗站的职工发现并送医，经抢救后生还，但同时因左臂、左大腿和右小腿被压断而被鉴定为一级甲等残疾。柳州铁路局经调查后认定事故为车辆段为在原非空车底车厢加装空调时在车厢的走廊地板开设了柴油机组的检查口，但检查后未对盖板做固定处理导致。2006年春节后，胡起诉柳州铁路局要求赔偿573万元人民币，2007年11月15日广西壮族自治区高级人民法院终审判决柳州铁路局（判决时已更名为南宁铁路局）赔偿胡家津医疗费、残疾赔偿金、精神损害抚慰金等148万余元人民币。